# Maren Morris

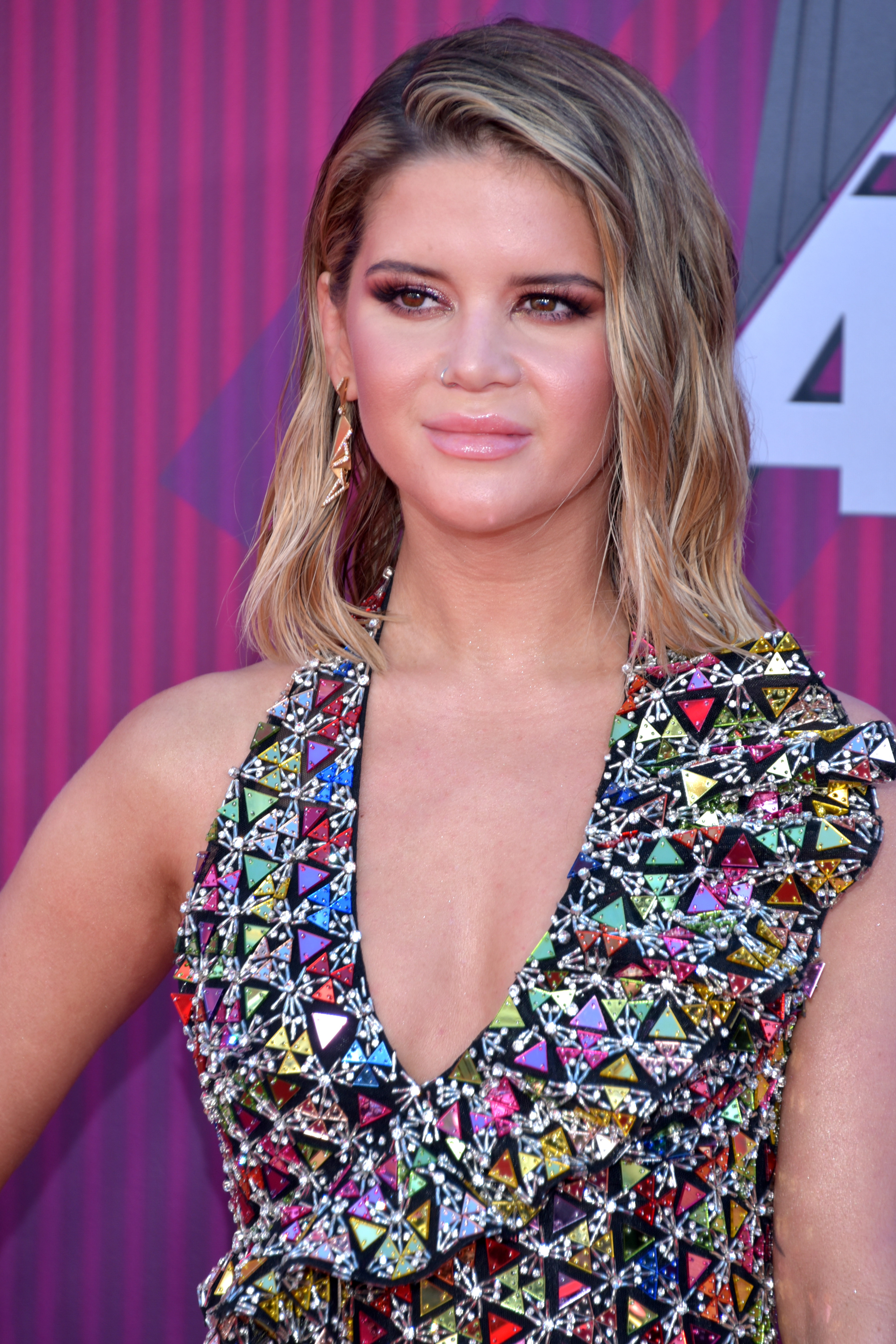
Maren Morris (2019)

Maren Larae Morris (* 10. April 1990 in Dallas, Texas) ist eine US-amerikanische Countrysängerin.

## Karriere
Maren Morris begann nicht nur sehr früh Musik zu machen, schon in jungen Jahren machte sie Plattenaufnahmen und stellte bis 2011 drei Alben mit zum großen Teil selbst geschriebenen Songs fertig. Im Jahr darauf ging sie nach Nashville, wo sie erst einmal als Songwriterin unterkam. Unter anderem war sie an Songs von Tim McGraw (Last Turn Home) und Kelly Clarkson (Second Wind) beteiligt.
Ihre eigene Musikkarriere bestand zunächst nur aus Auftritten auch über die Vereinigten Staaten hinaus. Dies änderte sich mit dem Lied My Church, das sie 2015 aufnahm und digital veröffentlichte. Damit erreichte sie über 2,5 Millionen Streamingabrufe und die Aufmerksamkeit der großen Labels. Sie unterschrieb bei Sony Music und veröffentlichte noch im selben Jahr eine mit ihrem Namen betitelte EP. Sowohl die EP als auch der Song My Church schafften den Sprung in die jeweiligen Charts und hielten sich dort mehrere Monate. Das Lied erreichte Platz 5 in den Countrycharts, verkaufte sich über eine Million Mal und erhielt hierfür eine Platin-Auszeichnung.
Mitte 2016 folgte dann das erste Album bei einem Major-Label mit dem Titel Hero. Damit kam Morris auf Anhieb auf Platz 1 der Countrycharts und in den offiziellen Albumcharts erreichte sie Platz 5. Bei den CMA Awards wurde sie daraufhin als beste Newcomerin ausgezeichnet. Auch bei den Grammy Awards wurde sie als beste Newcomerin sowie in drei Country-Kategorien nominiert. Schlussendlich erhielt sie die Auszeichnung Best Country Solo Performance.
Zusammen mit dem deutsch-russischen DJ Zedd veröffentlichte sie im Januar 2018 das Lied The Middle, welches sich stilistisch zwischen elektronischer Tanz- und Country-Musik bewegt.
Im März 2019 veröffentlichte sie ihr zweites Studioalbum Girl, das in der ersten Woche 24 Millionen Mal gestreamt wurde und damit den Rekord des innerhalb einer Woche meistgestreamten Country-Studioalbums einer Frau brach. Die gleichnamige erste Single erschien bereits im Januar 2019.
2020 wurde Morris bei den American Music Awards und den Academy of Country Music Awards als Countrysängerin des Jahres ausgezeichnet. Im Jahr darauf nahm sie den gleichen Preis bei den ACM Awards erneut entgegen und erhielt zusätzlich die Auszeichnung für The Bones als Song des Jahres. Auch bei den CMA Awards wurde sie als Sängerin sowie für den Song und die Singles des Jahres, ebenfalls für The Bones, ausgezeichnet.
Am 21. August 2024 trat Maren Morris bei der Democratic National Convention 2024 auf, bei der Kamala Harris zur Präsidentschaftskandidatin gekürt wurde.
Sie wurde für ihre Mitarbeit an dem Song Kiss The Sky aus den Animationsfilm Der wilde Roboter gemeinsam mit unter anderem Ali Tamposi für den Golden Globe Award 2025 nominiert.

## Privates
Morris ist seit dem März 2018 mit dem Countrysänger Ryan Hurd verheiratet. Am 23. März 2020 kam ihr erstes Kind, ein Sohn, zur Welt.

## Diskografie

### Studioalben
| Jahr | Titel             | Höchstplatzierung, Gesamtwochen, AuszeichnungChartplatzierungen (Jahr, Titel, Platzierungen, Wochen, Auszeichnungen, Anmerkungen) | Höchstplatzierung, Gesamtwochen, AuszeichnungChartplatzierungen (Jahr, Titel, Platzierungen, Wochen, Auszeichnungen, Anmerkungen) | Höchstplatzierung, Gesamtwochen, AuszeichnungChartplatzierungen (Jahr, Titel, Platzierungen, Wochen, Auszeichnungen, Anmerkungen) | Anmerkungen                                              |
| Jahr | Titel             | UK | US | Country | Anmerkungen                                              |
| ---- | ----------------- | --- | --- | --- | -------------------------------------------------------- |
| 2005 | Walk On           | — | — | — | Erstveröffentlichung: 14. Juni 2005 als Mozzi Blozzi     |
| 2007 | All That It Takes | — | — | — | Erstveröffentlichung: 22. Oktober 2007 als Smith         |
| 2011 | Life Wire         | — | — | — | Erstveröffentlichung: 2011 als Mozzi Blozzi              |
| 2016 | Hero              | UK65 (2 Wo.)UK | US5 Platin · (80 Wo.)US | Country1 (148 Wo.)Country | Erstveröffentlichung: 3. Juni 2016 Verkäufe: + 1.040.000 |
| 2019 | Girl              | UK72 (1 Wo.)UK | US4 Gold · (90 Wo.)US | Country1 (114 Wo.)Country | Erstveröffentlichung: 8. März 2019 Verkäufe: + 580.000   |
| 2022 | Humble Quest      | — | US21 (3 Wo.)US | Country2 (6 Wo.)Country | Erstveröffentlichung: 25. März 2022                      |

### EPs
| Jahr | Titel        | Höchstplatzierung, Gesamtwochen, AuszeichnungChartplatzierungen (Jahr, Titel, Platzierungen, Wochen, Auszeichnungen, Anmerkungen) | Höchstplatzierung, Gesamtwochen, AuszeichnungChartplatzierungen (Jahr, Titel, Platzierungen, Wochen, Auszeichnungen, Anmerkungen) | Anmerkungen                                             |
| Jahr | Titel        | US | Country | Anmerkungen                                             |
| ---- | ------------ | --- | --- | ------------------------------------------------------- |
| 2015 | Maren Morris | US96 (16 Wo.)US | Country22 (16 Wo.)Country | Erstveröffentlichung: 6. November 2015 als Mozzi Blozzi |

### Singles als Leadmusikerin
| Jahr | Titel Album                           | Höchstplatzierung, Gesamtwochen, AuszeichnungChartplatzierungen (Jahr, Titel, Album, Platzierungen, Wochen, Auszeichnungen, Anmerkungen) | Höchstplatzierung, Gesamtwochen, AuszeichnungChartplatzierungen (Jahr, Titel, Album, Platzierungen, Wochen, Auszeichnungen, Anmerkungen) | Höchstplatzierung, Gesamtwochen, AuszeichnungChartplatzierungen (Jahr, Titel, Album, Platzierungen, Wochen, Auszeichnungen, Anmerkungen) | Höchstplatzierung, Gesamtwochen, AuszeichnungChartplatzierungen (Jahr, Titel, Album, Platzierungen, Wochen, Auszeichnungen, Anmerkungen) | Höchstplatzierung, Gesamtwochen, AuszeichnungChartplatzierungen (Jahr, Titel, Album, Platzierungen, Wochen, Auszeichnungen, Anmerkungen) | Höchstplatzierung, Gesamtwochen, AuszeichnungChartplatzierungen (Jahr, Titel, Album, Platzierungen, Wochen, Auszeichnungen, Anmerkungen) | Anmerkungen                                                                  |
| Jahr | Titel Album                           | DE | AT | CH | UK | US | Country | Anmerkungen                                                                  |
| --- | ------------------------------------- | --- | --- | --- | --- | --- | --- | ---------------------------------------------------------------------------- |
| 2016 | My Church Hero                        | — | — | — | — | US50 ×2Doppelplatin · (20 Wo.)US | Country5 (26 Wo.)Country | Erstveröffentlichung: 19. Januar 2016 Verkäufe: + 2.010.000                  |
| 2016 | 80s Mercedes Hero                     | — | — | — | — | US74 Platin · (13 Wo.)US | Country11 (36 Wo.)Country | Erstveröffentlichung: 27. Juni 2016 Verkäufe: + 1.040.000                    |
| 2017 | I Could Use a Love Song Hero          | — | — | — | — | US56 Platin · (21 Wo.)US | Country7 (43 Wo.)Country | Erstveröffentlichung: 27. März 2017 Verkäufe: + 1.080.000                    |
| 2017 | Dear Hate –                           | — | — | — | — | US91 (1 Wo.)US | Country18 (3 Wo.)Country | Erstveröffentlichung: 14. Oktober 2017 feat. Vince Gill; Promo-Single        |
| 2018 | The Middle –                          | DE15 Gold · (24 Wo.)DE | AT12 Platin · (24 Wo.)AT | CH27 (26 Wo.)CH | UK7 ×2Doppelplatin · (31 Wo.)UK | US5 ×6Sechsfachplatin · (40 Wo.)US | — | Erstveröffentlichung: 23. Januar 2018 Verkäufe: + 9.880.000; mit Zedd & Grey |
| 2018 | Rich Hero                             | — | — | — | — | US62 Platin · (8 Wo.)US | Country8 (35 Wo.)Country | Erstveröffentlichung: 12. Februar 2018 Verkäufe: + 1.000.000                 |
| 2019 | Girl                                  | — | — | — | — | US44 Platin · (21 Wo.)US | Country8 (28 Wo.)Country | Erstveröffentlichung: 19. Januar 2019 Verkäufe: + 1.080.000                  |
| 2019 | The Bones Girl                        | — | — | — | UK— GoldUK | US12 ×4Vierfachplatin · (52 Wo.)US | Country1 (78 Wo.)Country | Erstveröffentlichung: 22. Februar 2019 Verkäufe: + 4.995.000                 |
| 2020 | To Hell & Back Girl                   | — | — | — | — | — | Country35 (26 Wo.)Country | Erstveröffentlichung: 30. März 2020                                          |
| 2020 | Better Than We Found It –             | — | — | — | — | — | Country40 (1 Wo.)Country | Erstveröffentlichung: 2. Oktober 2020; Promo-Single                          |
| 2021 | Chasing After You Pelago              | — | — | — | — | US23 ×2Doppelplatin · (30 Wo.)US | Country3 (43 Wo.)Country | Erstveröffentlichung: 12. Februar 2021 mit Ryan Hurd                         |
| 2022 | Circles Around This Town Humble Quest | — | — | — | — | US52 (25 Wo.)US | Country9 (30 Wo.)Country | Erstveröffentlichung: 7. Januar 2022 Verkäufe: + 40.000                      |
| 2022 | I Can’t Love You Anymore Humble Quest | — | — | — | — | — | — | Erstveröffentlichung: 26. September 2022                                     |
| Folgende Lieder erschienen nicht als Single, wurden aber durch das Album zum Download und Streaming bereitgestellt und konnten somit eine Platzierung erlangen: |                                       | | | | | | |                                                                              |
| |                                       | | | | | | |                                                                              |
| 2017 | Once Hero                             | — | — | — | — | — | Country37 (2 Wo.)Country | Charteinstieg: 2017                                                          |
| 2019 | A Song for Everything Girl            | — | — | — | — | — | Country37 (1 Wo.)Country | Charteinstieg: 2019                                                          |
| 2019 | All My Favorite People Girl           | — | — | — | — | — | Country46 (1 Wo.)Country | Charteinstieg: 2019 Verkäufe: + 40.000; feat. Brothers Osborne               |
| 2019 | Common Girl                           | — | — | — | — | — | Country47 (1 Wo.)Country | Charteinstieg: 2019 feat. Brandi Carlile                                     |
| 2020 | Just For Now Girl (Re-Release)        | — | — | — | — | — | Country40 (1 Wo.)Country | Charteinstieg: 2019                                                          |
| 2022 | Nervous Humble Quest                  | — | — | — | — | — | Country32 (1 Wo.)Country | Charteinstieg: 2022                                                          |

### Singles als Gastmusikerin
| Jahr | Titel Album                                                  | Höchstplatzierung, Gesamtwochen, AuszeichnungChartplatzierungen (Jahr, Titel, Album, Platzierungen, Wochen, Auszeichnungen, Anmerkungen) | Höchstplatzierung, Gesamtwochen, AuszeichnungChartplatzierungen (Jahr, Titel, Album, Platzierungen, Wochen, Auszeichnungen, Anmerkungen) | Höchstplatzierung, Gesamtwochen, AuszeichnungChartplatzierungen (Jahr, Titel, Album, Platzierungen, Wochen, Auszeichnungen, Anmerkungen) | Anmerkungen                                                                                |
| Jahr | Titel Album                                                  | UK | US | Country | Anmerkungen                                                                                |
| --- | ------------------------------------------------------------ | --- | --- | --- | ------------------------------------------------------------------------------------------ |
| 2017 | Craving You Life Changes                                     | — | US39 ×3Dreifachplatin · (20 Wo.)US | Country3 (26 Wo.)Country | Erstveröffentlichung: 3. April 2017 Verkäufe: + 3.035.000, Thomas Rhett feat. Maren Morris |
| 2018 | Seeing Blind Flicker                                         | — | — | — | Erstveröffentlichung: 1. Juni 2018 Niall Horan feat. Maren Morris                          |
| 2021 | You All Over Me (from the Vault) Fearless (Taylor’s Version) | UK52 (1 Wo.)UK | US51 (2 Wo.)US | Country6 (5 Wo.)Country | Erstveröffentlichung: 26. März 2021 Taylor Swift feat. Maren Morris                        |
| 2023 | Texas –                                                      | — | — | Country48 (1 Wo.)Country | Erstveröffentlichung: 9. Juni 2023 Jessie Murph feat. Maren Morris                         |
| Folgende Lieder erschienen nicht als Single, wurden aber durch das Album zum Download und Streaming bereitgestellt und konnten somit eine Platzierung erlangen: |                                                              | | | |                                                                                            |
| |                                                              | | | |                                                                                            |
| 2017 | I’ll Be the Moon Black                                       | — | — | Country40 (1 Wo.)Country | Charteinstieg: 23. April 2016 Dierks Bentley feat. Maren Morris                            |

Weitere Gastbeiträge
- 2023: Some Things I’ll Never Know (Teddy Swims feat. Maren Morris, UK: Silber)

## Auszeichnungen für Musikverkäufe
| Goldene Schallplatte - Australien - 2019: für die Single The Bones - 2023: für die Single Seeing Blind - 2024: für die Single Craving You - Japan - 2022: für das Streaming The Middle - Kanada - 2017: für die Single 80s Mercedes - 2017: für das Album Hero - 2019: für die Single Rich - 2021: für die Single Line by Line - 2022: für das Lied All My Favorite People - 2023: für die Single Circles Around This Town - Neuseeland - 2023: für das Album Girl - Schweden - 2018: für die Single The Middle | Platin-Schallplatte - Belgien - 2018: für die Single The Middle - Dänemark - 2019: für die Single The Middle - Frankreich - 2022: für die Single The Middle - Italien - 2018: für die Single The Middle - Kanada - 2017: für die Single My Church - 2019: für die Single I Could Use a Love Song - 2022: für das Album Girl - Polen - 2020: für die Single The Middle - Portugal - 2020: für die Single The Middle | 3× Goldene Schallplatte - Mexiko - 2019: für die Single The Middle 2× Platin-Schallplatte - Kanada - 2022: für die Single Girl 5× Platin-Schallplatte - Neuseeland - 2025: für die Single The Middle 7× Platin-Schallplatte - Kanada - 2022: für die Single The Bones 9× Platin-Schallplatte - Kanada - 2025: für die Single The Middle 10× Platin-Schallplatte - Australien - 2025: für die Single The Middle 2× Diamantene Schallplatte - Brasilien - 2024: für die Single The Middle |

Anmerkung: Auszeichnungen in Ländern aus den Charttabellen bzw. Chartboxen sind in ebendiesen zu finden.
| Land/RegionAuszeichnungen für Musikverkäufe (Land/Region, Auszeichnungen, Verkäufe, Quellen) | Silber  | Gold       | Platin       | Diamant     | Verkäufe   | Quellen              |
| -------------------------------------------------------------------------------------------- | ------- | ---------- | ------------ | ----------- | ---------- | -------------------- |
| Australien (ARIA)                                                                            | —       | 3× Gold3   | 10× Platin10 | —           | 805.000    | aria.com.au          |
| Belgien (BRMA)                                                                               | —       | —          | Platin1      | —           | 30.000     | ultratop.be          |
| Brasilien (PMB)                                                                              | —       | —          | —            | 2× Diamant2 | 320.000    | pro-musicabr.org.br  |
| Dänemark (IFPI)                                                                              | —       | —          | Platin1      | —           | 90.000     | ifpi.dk              |
| Deutschland (BVMI)                                                                           | —       | Gold1      | —            | —           | 200.000    | musikindustrie.de    |
| Frankreich (SNEP)                                                                            | —       | —          | Platin1      | —           | 200.000    | snepmusique.com      |
| Italien (FIMI)                                                                               | —       | —          | Platin1      | —           | 50.000     | fimi.it              |
| Japan (RIAJ)                                                                                 | —       | Gold1      | —            | —           | —          | riaj.or.jp           |
| Kanada (MC)                                                                                  | —       | 6× Gold6   | 21× Platin21 | —           | 1.920.000  | musiccanada.com      |
| Mexiko (AMPROFON)                                                                            | —       | Gold1      | Platin1      | —           | 90.000     | amprofon.com.mx      |
| Neuseeland (RMNZ)                                                                            | —       | Gold1      | 5× Platin5   | —           | 157.500    | radioscope.co.nz NZ2 |
| Österreich (IFPI)                                                                            | —       | —          | Platin1      | —           | 30.000     | ifpi.at              |
| Polen (ZPAV)                                                                                 | —       | —          | Platin1      | —           | 20.000     | olis.pl              |
| Portugal (AFP)                                                                               | —       | —          | Platin1      | —           | 10.000     | Einzelnachweise      |
| Schweden (IFPI)                                                                              | —       | Gold1      | —            | —           | 40.000     | sverigetopplistan.se |
| Vereinigte Staaten (RIAA)                                                                    | —       | Gold1      | 22× Platin22 | —           | 22.500.000 | riaa.com             |
| Vereinigtes Königreich (BPI)                                                                 | Silber1 | Gold1      | 2× Platin2   | —           | 1.800.000  | bpi.co.uk            |
| Insgesamt                                                                                    | Silber1 | 16× Gold16 | 68× Platin68 | 2× Diamant2 |            |                      |